# 類A酸

類A酸（Acitretin），商品名在台灣為新定康癬（Neotigason），全球還有另一個名為Soriatane，用於治疗乾癬、盤狀狼瘡、魚鱗癬和毛囊角化症 的口服藥物。建议僅在其他治疗无效的严重疾病使用。可能需要持續用藥 2 到 3 个月後才會發揮藥效。
常见副作用包括嘴唇发炎、禿頭、瘙痒、眼睛干涩、关节痛、皮肤变薄等。其他副作用包括可能自殺意念、肝功能異常、容易曬傷以及良性顱內高壓。在怀孕期间或怀孕前两年使用有可能造成胎兒畸形。這個藥物属于类视黄醇家族。被认为能防止视黄醇转化为视黄酸。
類A酸于 1996 年在美国取得医疗使用許可。市面上有學名药流通。在美国，一个月的治疗费用约 90 美元。在2021年英国國民保健署的费用约為 25 英镑。依建議使用這個藥物的人，至少三年内不应捐血，因为接受這份血液治疗的人有生出畸胎的风险。